# 天主教拉塞雷納總教區
天主教拉塞雷纳總教區（拉丁語：Archidioecesis Serenensis）是是智利一個羅馬天主教教省總教區，下轄一個教區、一個自治監督區。
教區成立於1840年7月1日，1939年5月29日升為總教區，範圍包括埃尔奎省和利马里省。2004年有教友428,702人（佔轄區總人口百分之71.3%）、卅三個堂區、六十二名司鐸。現任教區總主教為馬奴埃爾·多諾索·多諾索。